# 朱利葉斯敦 (新澤西州)
朱利葉斯敦（英語：Juliustown）是位於美國新澤西州伯靈頓縣的普查規定居民點。

## 人口
根據2020年美國人口普查的數據，朱利葉斯敦的面積為3.08平方千米，皆為陸地。當地共有人口362人，而人口密度為每平方千米117.53人。